# Kinderlijke gehoorzaamheid
Kinderlijke gehoorzaamheid (xiao) is een kernbegrip uit het confucianisme waarmee wordt bedoeld dat iemand gehoorzaam moet zijn aan zijn ouders en respect moet tonen voor zijn oudere familieleden en zijn voorouders. Het begrip wordt vaak vertaald met kinderlijke piëteit, maar deze vertaling is enigszins misleidend, omdat respectvol gedrag wederzijds diende te zijn. Het gedrag ten opzichte van de ouders kan niet los worden gezien van twee andere kernbegrippen uit het Confucianisme, 'menselijkheid' (ren, 仁) en 'rechtvaardigheid' (yi, 義). De kinderlijke gehoorzaamheid vormde de basis voor gedragsregels die gelden ten opzichte van andere personen met hogere sociale status, waaronder de heerser (jun, 君).

## Ontstaan
Volgens Confucius had iedereen in de samenleving een nauwkeurig omschreven plaats. Zolang iedereen zich vanuit zijn eigen maatschappelijke positie op de juiste wijze gedroeg zouden stabiele relaties binnen families ook leiden tot stabiliteit binnen een staat. De sociale chaos en politieke wanorde die ten tijde van Confucius heerste (de Periode van de Strijdende Staten) zou op die manier verdwijnen.

## Begrip

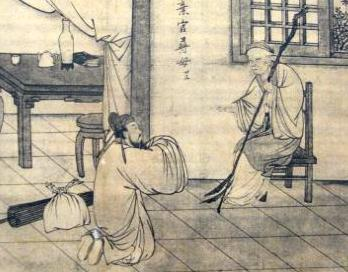
Afbeelding uit 24 klassieke voorbeelden van kinderlijke gehoorzaamheid uit 1846.

In het Boek van de kinderlijke gehoorzaamheid stelde Confucius dat de kinderlijke gehoorzaamheid de basis voor een deugdzaam leven vormde. Men heeft het lichaam met alles erop en eraan van zijn ouders ontvangen, men mag dat dan ook niet beschadigen. Straffen als castratie of andere vormen van verminking werden alleen al om deze reden beschouwd als een grote schande.
Kinderlijke gehoorzaamheid betekende dat met name de oudste zoon voor het onderhoud van zijn ouders en jongere familieleden moest zorgen. Dit betekende financiële ondersteuning, maar ook ondersteuning bij ouderdom en ziekte, aanwezigheid bij het sterfbed, zorg voor de begrafenis en het aanhouden van een rouwperiode van (formeel) drie jaar. Verder moest worden gezorgd voor nageslacht, zodat de afstammingslijn niet werd onderbroken en de voorouderverering kon worden voortgezet.

## Kritiek
Tijdens de 4 Mei-beweging van 1919 kwam het begrip kinderlijke gehoorzaamheid onder zware kritiek. Kinderen waren verplicht alles voor hun ouders op te geven als de omstandigheden dat vereisten. Volgens een aantal intellectuelen, waaronder Lu Xun, leidde deze nadruk op gehoorzaamheid ook tot steeds striktere gehoorzaamheid aan autoriteiten. Hierdoor ontstond een ongebreidelde staatsmacht, die door niemand meer bestreden werd. Burgers waren niet meer in staat tot het hebben van originele gedachten of onafhankelijke meningen. Dit alles had uiteindelijk de technische en maatschappelijke modernisering van China verhinderd.